# Патрісія Робертсон
Патрісія Робертсон (Патрісія Консолатрікс Гілліард Робертсон, англ. Patricia Consolatrix Hilliard Robertson; 12 березня 1963 — 24 травня 2001 року) — американська лікарка і космонавтка НАСА.

## Біографія
Патрісія Гілліард народилася в Індіані, штат Пенсильванія, її батьки — Ільз та Гарольд Гілліарди з Гомера. Одружилася зі Скоттом Робертсоном.

## Освіта
Закінчила старшу школу центрального Гомера у 1980 році. У 1985 році отримала ступінь бакалавра з біології в Індіанському університеті Пенсильванії, а в 1989 році отримала диплом доктора медицини у Медичному коледжі Пенсильванії. Закінчила трирічну ординатуру із сімейної медицини в 1992 році і того ж року була сертифікована Американською радою сімейної медицини. Вона закінчила дворічну стипендію з космічної медицини в медичному відділенні Університету Техасу і космічному центрі НАСА Джонсон в 1997 році, що включало початковий курс аерокосмічної медицини на авіабазі Брукс.

## Медична кар'єра
Після закінчення навчання за спеціальністю «сімейна медицина» в 1992 році Робертсон приєдналася до групової практики в Ері. Вона три роки працювала в лікарні святого Вінсента, де працювала клінічним координатором підготовки студентів-медиків, а також забезпечувала навчання та нагляд для працюючих лікарів. У 1995 році Робертсон стала однією з двох стипендіатів, обраних для вивчення аерокосмічної медицини в медичному відділенні Техаського університету (Галвестон), і в Космічному центрі Джонсона (Г'юстон). Одночасно з цим Робертсон здійснила дослідницький проект з вивчення ексцентричних та концентричних резистивних вправ для космічних польотів. У 1997 році Робертсон почала працювати у Клініці авіаційної медицини в Космічному центрі Джонсона, де надавала медичну допомогу космонавтам та їхнім сім'ям, а також працювала головою інтегрованої команди з кісток, м'язів і вправ.
Робертсон була інструктором польотів багатомоторних апаратів і завзятою майстринею пілотажу. У вільний час вона займалася інструктажем польотів, пілотажем і польотами зі своїм чоловіком. Вона налітала понад 1650 годин.

## Кар'єра NASA
У червні 1998 Робертсон було обрано кандидатом в астронавти НАСА і в серпні 1998 вона приступила до навчання. Її підготовка як кандидата в астронавти включала орієнтаційні брифінги та екскурсії, численні науково-технічні брифінги, інтенсивне навчання щодо систем Шаттл і Міжнародної космічної станції, фізіологічну підготовку та наземну школу з льотної підготовки на Т-38, а також навчання техніці виживання на воді і в дикій природі. Після закінчення навчання вона працювала офісним представником системи охорони здоров'я екіпажу (CHeCS), а також астронавтом з підтримки екіпажу (CSA) для екіпажу другої експедиції МКС.

## Смерть
Вона померла 24 травня 2001 року в Г'юстоні від опікових травм, отриманих внаслідок падіння приватного літака в повітряному парку Вулф, Манвел, штат Техас 22 травня 2001 року; їй було 38 років. 

## Відзнаки та нагороди
- Премія НАСА за ефективність
- Фіналіст премії молодого дослідника (Асоціація космічної медицини)
- Премія заслуженим випускникам Індіанського університету Пенсильванії, 2000

На її честь названо Центр авіаційної медицини імені Патрісії Гілліар Робертсон в Індіанському регіональному медичному центрі.